# Giustina Rocca
Giustina Rocca (Trani, seconda metà del XV secolo – 1502) è stata un'avvocatessa italiana.
Secondo la tradizione giuridica, è considerata la prima avvocatessa al mondo. La sua figura avrebbe ispirato il personaggio di Porzia di Belmonte nel Mercante di Venezia di William Shakespeare.

## Biografia
Giustina Rocca discendeva da una famiglia di antica nobiltà tranese. Nata nella seconda metà del XV secolo a Trani da Berardino, figlio di Angelo Rocca che, al tempo della regina Giovanna, fu Regio Consigliere e Ambasciatore oltre che beneficiario dei privilegi del Sedile dell'Arcivescovado. La madre risulta appartenere alla famiglia Filangieri.
Ebbe per marito Giovanni Antonio Palagano, figlio di Alberico, della celebre famiglia tranese del Seggio di Portanova. Da Giovan Antonio ebbe quattro figli: tre viventi al 1501 Alberico, Vincenzo, Giulio Abate ed una femmina, Cornelia, morta prematuramente nel 1492.
I suoi principali studi riguardarono i trattati di Diritto Romano e sulla Storia del Regno d'Italia.

### La sentenza arbitrale del 8 aprile 1500

#### Il contesto culturale e storico
Nel periodo di transizione fra il Medioevo e l'età Moderna era lontana la figura della donna inserita professionalmente nelle pubbliche attività. Soprattutto le scienze e la toga furono sottratte alle attività femminili: la sola Università di Bologna contemplava donne che, eccelse negli studi di diritto, si dedicavano all'insegnamento e all'estensione di trattati giuridici, ma non erano avvocatesse nel senso vero della parola, né potettero esercitare la giustizia e l'arbitrato.
Trani, la città degli Ordinamenta Maris, si presentava nel successivo 1500 come una città ricca, mercantile e marittima, sicuramente molto evoluta. Grazie ai rapporti con Venezia e tutto il bacino del Mediterraneo viene pienamente coinvolta dalla cultura rinascimentale che, tra l'altro, rivalutava la figura femminile esaltandone forza e capacità anche in campi tradizionalmente e giuridicamente riservati agli uomini.

#### La sentenza arbitrale
Il giorno 8 aprile del 1500, la nobildonna Giustina Rocca sedette in tribunale e, davanti ai suoi concittadini, esercitò le funzioni di arbitro in una controversia insorta tra due suoi parenti. Dopo aver pronunciato il lodo in lingua volgare, chiese ed ottenne di essere pagata per il servizio reso.
L'episodio venne raccontato qualche decennio più tardi da Cesare Lambertini nel De iure patronatus, stampato per la prima volta a Venezia nel e diffuso successivamente nel resto d'Europa, grazie alle ristampe a Francoforte e a Lione. La prima edizione risale al 1533. Una grande diffusione ebbe l'edizione veneziana del 1584 su cui si riporta:
(Cesare Lambertini, De iure patronatus, traduzione di Giovanni Beltrani)
 Sulla credibilità del Lambertini vi sono pochi dubbi. Del resto, è possibile – e l'inizio del brano lo fa intendere – che lui stesso avesse assistito alla scena anche perché in quella data (8 aprile 1500) molto probabilmente si trovava a Trani.

#### L'eccezionalità della sentenza
Scrive Pietro Addeo, nella sua opera Eva Togata, che «una eccezione in questo scenario in pieno '500 fu dunque Giustina dè Rocca. Con lei, Trani fu la prima, in Italia e nel Mondo, ad aprire alle donne l'accesso alle previsioni liberali", e che "Tre donne eccelse ruppero le catene e i pregiudizi dei loro tempi, la biblica Debora e due valorose Italiane: la sarda Eleonora d'Arborea e la tranese Giustina Rocca».
La funzione arbitrale non poteva essere appannaggio della donna: eppure Giustina fece da arbitro con il plauso dei suoi concittadini e la legittimazione da parte del giurista Cesare Lambertini che, attraverso la sua opera, l'ha consegnata alla storia.
Giustina fu dunque scelta come arbitro non solo per la sua influenza in città e per i suoi nobili natali ma anche per le sue conoscenze giuridiche: era Giustina una donna eccezionale dotata di auctoritas, un'auctoritas che, operando sul piano dell'effettività, si impose sui tempi e sulle convenzioni sociali riuscendo addirittura a piegare il diritto dell'epoca
Un particolare importante fu la richiesta di liquidazione delle competenze professionali stabilite dalla legge per gli arbitri con apposita tariffa (la così detta trigesima). Il soccombente – il nipote della stessa arbitra, Angelo – fu citato per l'adempimento presso il Governatore, e dovette pagare l'intera somma.
La pronuncia della sentenza in lingua volgare destò grande impressione nel popolo che rimase sorpreso e lieto di comprendere finalmente qualche cosa della trattazione di una causa. Il fatto che il Lambertini abbia sentito il bisogno di mettere in evidenzia questo particolare dimostra che anch'egli lo considerava un fatto del tutto eccezionale, anzi, forse unico, fino ad allora, nella storia dell'avvocatura.
Fu dunque la prima avvocatessa nel senso moderno della parola, che percepiva onorari secondo le tariffe professionali dell'epoca e sedeva in tributale, come arbitra, al seggio riservato ai giudici.
Riccardo Pagano e Francesco Mastroberti, in La donna nel diritto, nel diritto e nelle istituzioni evidenziano «(…) l'eccezionalità, sul piano storico e giuridico dell'arbitrato svolto da Giustina Rocca il giorno 8 aprile 1500. Una eccezionalità strettamente connessa alla donna Giustina Rocca: ella non era una regina, né una badessa, non aveva alcuna potestas eppure fu incaricata di svolgere le funzioni arbitrali e fu legittimata dal diritto e dal popolo accorso a vederla (…)».
Giovanni Beltrani, nel discorso del 1920 rivolto al Consiglio dell'Ordine Forense di Puglia riferisce: "Giustina dè Rocca, che profferisce pubblicamente sentenza arbitrale in lite giudiziaria, importante per tanti rispetti, non ebbe solo la gioia di veder accorrere il popolo ad ammirarla nel Tribunale veneto, presieduto dal Governatore Contarini, ma seppe procurarsi il fremito e il giusto orgoglio di affermarsi donna evoluta dell'Umanesimo italiano. E segnò, con il proprio lavoro intellettuale, il suo nome nella storia della civiltà nostra, in quella del femminismo progredito, ponendosi a precorrere di molto, di secoli, la liberazione da tanto pregiudizio sociale. A rendere giusta onoranza per tanto evento, a giovare alla nostra coscienza pubblica, basterebbe, forse, affiggere un quadro contenente le bellissime, storiche parole di Cesare Lambertini"
La celebre sentenza arbitrale dell'8 aprile 1500 fu, forse, l'ultima delle grandi imprese di Giustina nella professione legale: il 10 giugno 1501 ella "malata di corpo, ma sana di mente, di memoria e di parola" convocava al suo capezzale un notaio, il giudice ai contratti e sette testimoni, per dettare il suo testamento. Sopravvisse di poco alla malattia che l'aveva indotta a far testamento: nel 1502 morì, sepolta come da sue disposizioni nella Chiesa Arcivescovile, accanto a sua figlia Cornelia.
Giustina, asportata dal luogo che ella aveva prescelto, riposa ora in un punto imprecisato della Cattedrale di Trani.
L'unica opera tramandataci è l'epitaffio scritto per la prematura morte della figlia ventenne: la lastra dell'epitaffio venne successivamente utilizzata come lapide per la tomba di entrambe, dopo la morte avvenuta nel 1502. La lastra è conservata nel Museo diocesano di Trani. Altra fonte interessante è il testamento della donna riportato integralmente dal Vitale in appendice alla sua opera.

### Il ruolo di ambasciatrice
Verosimile appare la tradizione che fa di Giustina Rocca l'intermediaria di negozi delicatissimi tra Trani e Venezia. Disponeva infatti dei requisiti necessari per assolvere questi incarichi di fiducia: il prestigio che le veniva dall'appartenenza a due delle più potenti e ricche famiglie del Regno di Napoli, al suo savoir faire, alla profonda conoscenza del diritto, l'eloquenza e la popolarità, l'attitudine alla diplomazia e a risolvere situazioni intricate.
Per tali motivi è da ritenersi che la giurista dovette recarsi, più di una volta, a Venezia: queste missioni speciali fecero nascere la leggenda di Giustina Rocca ambasciatrice

### L'ispirazione per il Mercante di Venezia di Shakespeare
Il biografo Babudri, nell'articolo apparso nel 1954 sul settimanale barese Bari Stampa, fa di Giustina Rocca una donna stupenda, di elette virtù, di incomparabile bellezza, spirito e arguzia, oltre che di dottrina. Nello stesso articolo, egli ritenne di vedere nell'avvocatessa pugliese la Porzia di Belmonte del Mercante di Venezia di Shakespeare, che sarebbe stato ispirato dalla personalità di Giustina Rocca, la cui fama giunse in Inghilterra. Del resto, Shakespeare si ispirò effettivamente, in molti dei suoi drammi, alla vita italiana del '500.

## Riconoscimenti
A Giustina Rocca sono dedicate una strada a Bari ed una a Trani; sempre a Trani porta il suo nome una delle scuole medie inferiori della città. Nel 2022 le è stata dedicata una delle tre torri della Corte di giustizia dell'Unione europea